# Tôn Thất Tùng
Tôn Thất Tùng (1912 – 1982) là một bác sĩ phẫu thuật người Việt, nổi danh trong lĩnh vực nghiên cứu về gan. Ông được biết đến là tác giả của "phương pháp mổ gan khô" hay còn được gọi là "phương pháp Tôn Thất Tùng".
Ông được phong tặng danh hiệu Anh hùng Lao động, Viện sĩ Viện Hàn lâm Y học Liên Xô, Hội viên Hội quốc gia những nhà phẫu thuật Cộng hòa Dân chủ Đức, Viện sĩ Viện Hàn lâm Phẫu thuật Paris, Hội viên Hội các nhà phẫu thuật Lyon (Pháp), Thành viên Hội Quốc gia các nhà phẫu thuật Algérie. Ông còn là một giáo sư, đào tạo ra nhiều thế hệ bác sĩ tài năng tại Trường Đại học Y Hà Nội. Ông từng giữ cương vị Thứ trưởng Bộ Y tế Việt Nam Dân chủ Cộng hòa, nguyên Giám đốc Bệnh viện Phủ Doãn (Bệnh viện Việt Đức bây giờ), nguyên Chủ nhiệm Bộ môn Ngoại khoa – Trường Đại học Y Dược Hà Nội. Con trai của ông là Tôn Thất Bách cũng trở thành một nhà y khoa danh tiếng ở Việt Nam.

## Thời niên thiếu
Ông sinh ngày 10 tháng 5 năm 1912 tại Thanh Hóa và lớn lên ở Huế. Xuất thân từ một gia đình quý tộc nhà Nguyễn (thân sinh ông là cụ Tôn Thất Niêm (尊室煔), Tổng đốc Thanh Hóa), nhưng ông không theo nghiệp học làm quan, do đó vào năm 1931, ông ra Hà Nội theo học tại trường Trung học Bảo Hộ (tức là trường Bưởi – trường Chu Văn An ngày nay). Năm 1935, ông học tại Trường Y Dược toàn cấp Đông Dương, một trường thành viên của Viện Đại học Đông Dương, với quan niệm nghề y là một nghề "tự do", không phân biệt giai cấp.
Lúc bấy giờ, Trường Y Dược Hà Nội là trường y duy nhất của cả Đông Dương trước 1945, khi đó có lệ các sinh viên y khoa bản xứ chỉ được thực tập ngoại trú, không được dự các kỳ thi "nội trú", do chính quyền thuộc địa không muốn có những bác sĩ bản xứ có trình độ chuyên môn cao có thể cạnh tranh với bác sĩ của chính quốc. Trong thời gian làm việc ngoại trú tại Bệnh viện Phủ Doãn, ông đã rất bất bình với việc này và đã đấu tranh đòi chính quyền thực dân phải tổ chức cuộc thi nội trú cho các bệnh viện ở Hà Nội vào năm 1938. Ông là người duy nhất trúng tuyển một cách xuất sắc trong kỳ thi khóa nội trú đầu tiên của trường và mở đầu tiền lệ cho các bác sĩ nội trú người bản xứ.
Cũng trong giai đoạn này, trong một lần ông đã phát hiện trong gan của một người bệnh có giun chui ở các đường mật, ông đã nảy ra ý tưởng dùng những lá gan bị nhiễm giun để phẫu tích cơ cấu của lá gan. Trong suốt thời gian từ năm 1935 đến năm 1939, chỉ bằng một con dao nạo, ông đã phẫu tích trên 200 lá gan của tử thi để nghiên cứu các mạch máu và vẽ lại thành các sơ đồ đối chiếu. Trên cơ sở đó, ông đã viết và bảo vệ thành công luận án tốt nghiệp bác sĩ y khoa với nhan đề "Cách phân chia mạch máu của gan". Với bản luận án này, ông đã được tặng Huy chương Bạc của Trường Đại học Tổng hợp Paris (mà trường Y Dược Hà Nội lúc bấy giờ là một bộ phận). Bản luận án được đánh giá rất cao và trở thành tiền đề cho những công trình khoa học nổi tiếng của ông.

## Xây dựng nền y học Việt Nam hiện đại
Sau khi Cách mạng tháng Tám 1945 thành công, ông được Việt Minh giao nhiệm vụ chăm sóc sức khỏe cho Chủ tịch Hồ Chí Minh. Trong thời gian đó, ông đã viết cuốn sách tóm tắt kinh nghiệm nghiên cứu về giun với vấn đề "Viêm tụy cấp tính và phẫu thuật". Đây là cuốn sách khoa học thuộc ngành Y được xuất bản đầu tiên tại nước Việt Nam Dân chủ Cộng hòa.
Một thời gian sau, ông được cử làm Giám đốc bệnh viện Phủ Doãn và cùng với giáo sư Hồ Đắc Di, ông đã bắt tay xây dựng Trường Đại học Y Dược Hà Nội. Sau khi Pháp nổ súng tái xâm lược Đông Dương, ông tham gia tổ chức cứu chữa thương bệnh binh, xây dựng các tuyến quân y như ở mặt trận Tây Nam Hà Nội cùng các bác sĩ Nguyễn Hữu Trí, Hoàng Đình Cầu,...
Trong thời kỳ chiến tranh ác liệt, ông vẫn tham gia tổ chức điều trị, phát triển ngành y tế, đồng thời với nghiên cứu khoa học, với đào tạo sinh viên, xây dựng nền tảng trường Y khoa Việt Nam, dù phải di chuyển nhiều lần, ở nhiều địa bàn như Vân Đình, Hà Đông (1946), Lăng Quán, Tuyên Quang (1947), Phù Ninh, Phú Thọ (1948), Đại Lục, Phú Thọ (1949), Chiêm Hóa, Tuyên Quang (1950),... Ông cũng được cử làm làm cố vấn phẫu thuật ngành quân y ở Bộ Quốc phòng. Cũng trong thời gian này, cùng với Giáo sư Đặng Văn Ngữ, ông đã góp phần nghiên cứu việc sản xuất thuốc kháng sinh penicillin phục vụ thương bệnh binh trong điều kiện dã chiến.
Năm 1947, ông được cử giữ chức Thứ trưởng Bộ Y tế và giữ chức vụ này cho tới năm 1961.
Từ năm 1954, ông làm Giám đốc bệnh viện Hữu nghị Việt Đức, và giữ cương vị Chủ nhiệm Bộ môn Ngoại Đại học Y Dược Hà Nội. Ông đề cao việc tiếp thụ y học phương Tây để xây dựng và phát triển nền y học của Việt Nam, nghiên cứu bệnh tật và chữa trị cho người Việt Nam, đi đầu trong việc áp dụng các kỹ thuật phát triển ngành ngoại khoa Việt Nam. Ông là người đầu tiên mổ tim ở Việt Nam nǎm 1958. Trong những năm 1960, ông đã nghiên cứu thành công phương pháp "cắt gan có kế hoạch", thường được gọi là "phương pháp mổ gan khô" hay "phương pháp Tôn Thất Tùng". Ông cũng là người đặt nền móng cho việc nghiên cứu tác hại của chất độc hóa học điôxin đến con người và môi trường tại Việt Nam, phương pháp điều trị các vết thương do bom bi, phương pháp điều trị ung thư gan bằng phẫu thuật kết hợp dùng miễn dịch và rất nhiều công trình khoa học khác.
Ông mất ngày 7 tháng 5 năm 1982 tại Hà Nội do nhồi máu cơ tim, và được an táng tại Nghĩa trang Mai Dịch – Hà Nội.

## Những đóng góp lớn
Giáo sư Bác sĩ Tôn Thất Tùng là một người say mê nghiên cứu khoa học y học, với mong muốn đưa nền y học Việt Nam sánh ngang với các nước trên thế giới. Ngoài công trình về cách phân chia mạch máu trong gan gửi về Viện hàn lâm Pháp, được tặng Huy chương Bạc của Trường Đại học Tổng hợp Paris, ông còn để lại 123 công trình khoa học, đặc biệt là một trong những nhà khoa học đầu tiên xây dựng phương pháp mổ gan mang tên ông.
Một số danh hiệu và giải thưởng của ông:
- Anh hùng Lao động
- Huân chương Hồ Chí Minh (1992)
- Huân chương Lao động hạng Nhất
- Huân chương Chiến sĩ hạng Nhất
- Huân chương Kháng chiến hạng Ba
- Giải thưởng Hồ Chí Minh đợt I (1996)[3]

Từ năm 2000, Nhà nước Việt Nam đặt ra một giải thưởng về Y học mang tên ông: Giải thưởng Tôn Thất Tùng.
Ông là đại biểu Quốc hội liên tục từ khóa II đến khóa VII và giữ chức vụ Ủy viên Đoàn Chủ tịch Mặt trận Tổ quốc Việt Nam.

## Gia đình
Tôn Thất Tùng sinh ra trong một gia đình quý tộc triều Nguyễn. Cha ông là Tôn Thất Niên, Tổng đốc Thanh Hoá và mẹ là Hồng Thị Mỹ Lệ. Ông là con út và có các anh chị là: Tôn Thất Viên, Tôn Nữ Hường An, Tôn Thất Bật, Tôn Thất Văn. Cụ Tôn Thất Niên khi làm ở Thanh Hoá có hẹn với viên công sứ Pháp tới nhà ăn tối, khi về nhà thì cụ lên cơn nhồi máu cơ tim và đột tử. Sau khi chồng qua đời, năm 1912, mẹ ông rời Thanh Hóa về Huế mua vườn tại thôn Dương Xuân Thượng, nay thuộc phường Phường Đúc, quận Thuận Hóa, thành phố Huế và ông lớn lên tại đây.
Năm 1944, Tôn Thất Tùng kết hôn cùng bà Vi Thị Nguyệt Hồ. Bà từng được xem là một hoa khôi Hà Thành và là cháu nội của Tổng đốc Hà Đông Vi Văn Định. Ông bà có với nhau 3 người con, đều theo ngành y, đó là Tôn Nữ Ngọc Trân, Tôn Nữ Hồng Tâm và người nổi  tiếng nhất là Phó Giáo sư – Viện sĩ, Bác sĩ Tôn Thất Bách (1946 – 2004), nguyên Hiệu trưởng Đại học Y Hà Nội, nguyên Giám đốc Bệnh viện Việt Đức, nguyên Phó Chủ nhiệm UB các vấn đề xã hội của Quốc hội.
Trong chiến tranh Việt Nam, Tôn Thất Tùng đã từ mặt nhiều người trong gia đình của ông với lý do họ theo phe Việt Nam Cộng hoà.

## Vinh danh
Nhiều đường phố và trường học ở Việt Nam được đặt theo tên ông.
Ngày 10 tháng 5 năm 2022, nhân kỷ niệm 110 năm ngày sinh của ông, Google Doodle đã cho ra mắt một logo để tôn vinh ông.. Là người Việt thứ 4 được Google vinh danh.